# المطر (أغنية البيتلز)

المطر (بالإنجليزية: Rain) أغنية لفريق الروك البريطاني «البيتلز»، وصدرت في 30 مايو 1966 باعتبارها الجانب الثاني للأغنية المنفردة «كاتب الأوراق Paperback Writer». تم تسجيل كلتا الأغنيتين خلال جلسات الاستوديو لألبوم الفريق «مسدس Revolver» بالرغم من عدم ظهور أي منهما في هذا الألبوم. كتب «المطر» عضو الفريق «جون لينون» ونسبت للثنائي «لينون - مكارتني» كعادة الفريق. وصف لينون مفهوم الأغنية: «يشتكي الناس طوال الوقت من الطقس». يحتوي تسجيل الأغنية على مسار إيقاع بطيء، وخط صوتي لجيتار الباس، وأغنية عكسية. كان إصدار الأغنية هو المرة الأولى التي تظهر فيها الأصوات العكسية (غناء الجملة من آخرها إلى أولها) في أغنية بوب، على الرغم من أن فريق البيتلز استخدم نفس الأسلوب في أغنية «غدا لا يعرف أبدا Tomorrow Never Knows» التي سُجلت قبل ذلك بأيام. كانت هذه أول أغنية تستخدم شريطًا يتم تشغيله بشكل عكسي، مما أدى إلى إحداث تأثير صوتي غريب. اكتشف جون لينون هذه التقنية عندما وضع شريط أغنية «غداً لا يعرف أبدا» بطريقة خاطئة، وكان لينون منتشياً في ذلك الوقت، واضطر المنتج جورج مارتن إلى إقناعه بأن استخدام تسجيل عكسي للأغنية بأكملها كان فكرة سيئة (حسب موقع حقائق الأغنية).
اعتبر رينجو ستار «المطر» أفضل أداء مسجل له على الطبول. أعد الفريق ثلاثة أفلام ترويجية للأغنية التي تعتبر من أوائل الأغاني لمقاطع الفيديو الموسيقية.

## خلفية الأغنية
أجمع نيل اسبينال (مدير صناعة الموسيقى البريطانية، وصديق المدرسة لعضوي الفريق بول مكارتني وجورج هاريسون)، وجون لينون على سبب الهام الأغنية، ووصف كلاهما وصول الفريق إلى سيدني، أستراليا، التي تميزت بالمطر وسوء الأحوال الجوية. قال لينون: «لم أرَ أمطارًا بهذا القدر من قبل، باستثناء تاهيتي»، وأوضح لاحقًا أن أغنية «المطر» كانت: «تتعلق بالناس الذين يشتكون من الطقس طوال الوقت». تفسير آخر هو أن «المطر» و «الشمس» للأغنية هما ظاهرتان تم تجربتهما خلال رحلة عقار (ال اس دي LSD). نشر موقع «حقائق الأغنية» ان لينون قال: «كانت الأغنية الأولى التي اتعمق فيها حقًا، واستكشف موضوعات من الواقع والوهم... بعد كل شيء... المطر أو الإشراق مجرد حالة ذهنية».
تتميز الأغنية بهيكل موسيقي بسيط، وبعد أربع مقاطع وفترتين من العزف، يظهر عزف منفرد قصير على الجيتار والطبول، مع صمت تام لنغمة واحدة، وبعد ذلك، تعود الموسيقى مصحوبة بما أسماه بولاك كلمات عكسية «ذات دلالة تاريخية». يستشهد عالم الموسيقى «والتر إيفريت» بهذا القسم الختامي كمثال على كيفية ريادة فريق البيتلز في المقاطع الختامية.
يصف ألان كوزين (الصحفي الأمريكي والمعلم والناقد الموسيقي) عزف الباس جيتار من مكارتني بأنه «نقطة موازية بارعة تأخذه إلى كل مكان... ينسق لينون ومكارتني في التناغم... لحن مع مسحة شرقية». يشير مكارتني أولاً إلى شخصية الأغنية الطنانة من خلال الضرب بصوت عالٍ.

## طاقم العزف والتسجيل
جون لينون: غناء - جيتار
بول مكارتني: دعم الغناء – باس جيتار
جورج هاريسون: دعم غناء – جيتار رئيسي
رينغو ستار: طبول ودف

## التسجيل
بدأ التسجيل في 14 أبريل 1966، في نفس جلسة «الكاتب الورقي Paperback Writer»، واختتم في 16 أبريل، بسلسلة من أضافات للعزف قبل خلط الشرائط في نفس اليوم. كان الفريق، في ذلك الوقت، متحمسين لإجراء التجارب في الاستوديو لتحقيق أصوات وتأثيرات جديدة، وتم عرض هذه التجارب في ألبومهم السابع «مسدس Revolver».
وصف جيف إيمريك، وهو مهندس كلتا الجلستين، إحدى التقنيات التي استخدمها لتغيير النسيج الصوتي لتسجيل أغنية من خلال تسجيل شريط الدعم «أسرع من المعتاد»، وعند التشغيل، يكون أبطأ قليلاً من السرعة المعتادة قائلاً: «كان للموسيقى جودة نغمية مختلفة جذريًا». استخدم الفريق التقنية المعاكسة لتغيير نغمة صوت لينون الرئيسي: تم تسجيله مع إبطاء آلة لعب الشريط، مما جعل صوت لينون أعلى عند التشغيل.

## استقبال الأغنية
بلغت الأغنية ذروتها في الولايات المتحدة، في المرتبة 23 على بيلبورد هوت 100 في 9 يوليو 1966، وظلت في هذا الوضع في الأسبوع التالي. وصلت الأغنية المنفردة «كاتب الأوراق» مع «المطر» إلى المرتبة الأولى في المملكة المتحدة (لمدة أسبوعين بدءًا من 23 يونيو). صنفت مجلة رولينج ستون أغنية «المطر» في المرتبة 463 في قائمة «أعظم 500 أغنية في كل العصور»، وفي قائمة مماثلة جمعتها محطة إذاعة نيويورك «104.3  كيو» ظهرت الأغنية في المرتبة 382.
تميزت «المطر» بقرع الطبول لرينجو ستار، والذي يعتبره ستار أفضل أداء مسجل له، ووصف كل من إيان ماكدونالد ورولينج ستون قرع الطبول بأنه "رائع"، بينما أشاد ريتشي أونتربيرجر من أول ميوزيك "كسر الطبل الإبداعي". قال ستار في عام 1984: "أعتقد أنها الأفضل من بين جميع الأرقام القياسية التي سجلتها على الإطلاق... أغنية «المطر» تطلقني... أعرفني وأعرف أنني ألعب... ثم هناك أمطار". وصفها الناقد الموسيقي جيم ديروغاتيس بأنها "أول أغنية روك رائعة لفريق البيتلز". وقد لوحظت بسبب إيقاعها البطيء والغناء العكسي، متوقعين نجاح تجربة الاستوديو لأغنية "غداً لا يعرف أبدا" التي تصدر بعد شهرين".

## نسخ أخرى للأغنية
جل أغنية «المطر» عدد 64 فنان من أبرزهم بعد نسخة البيتلز: بيتولا كلارك 1966 – فريق هامبل باي 1975 – فريق جام، وصدرت 1997 بعد عشرة سنوات من تسجيلها.

## كلمات الأغنية
إذا جاء المطر If the rain comes
يجرون ويخفون رؤوسهم They run and hide their heads
قد يموتون كذلك They might as well be dead
إذا جاء المطر If the rain comes
عندما تشرق الشمس When the sun shines
ينسلون إلى الظل They slip into the shade
(عندما تشرق الشمس) ويرتشفون عصير الليمون (When the sun shines down) And sip their lemonade
(عندما تشرق الشمس) عندما تشرق الشمس (When the sun shines down) When the sun shines
(عندما تشرق الشمس) تشرق الشمس When the sun shines (Sun shines)
المطر، هذا لا يهمني Rain, I don't mind
أشرق، الطقس جيد Shine, the weather's fine
أستطيع أن أريك I can show you
انه عندما يبدأ المطر That when it starts to rain
(عندما ينزل المطر) كل شيء يتشابه (When the rain comes down) Everything's the same
(عندما ينزل المطر) يمكنني أن أريك (When the rain comes down) I can show you
(يمكنني أن أريك) أريك I can show you (Show you)
المطر، هذا لا يهمني Rain, I don't mind
أشرق، الطقس جيد Shine, the weather's fine
أيمكنك سماعي Can you hear me
ذلك عندما تمطر وتشرق That when it rains and shines
(عندما تمطر وتشرق) إنها مجرد حالة ذهنية (When it rains and shines) It's just a state of mind
(عندما تمطر وتشرق) هل تسمعني (When it rains and shines) Can you hear me
هل تسمعني (اسمعني) Can you hear me (Hear me)
Sdaeh rieht edih dna nur yeht semoc niar eht fI (التقنية المعاكسة: غناء الجملة من آخرها إلى أولها)
(Rain) NiaR
(Rain) NiaR, enihsnuS

## وصلات خارجية
https://www.beatlesbible.com/songs/rain/ المطر (أغنية البيتلز)
https://www.allmusic.com/song/rain-mt0001751052 المطر (أغنية البيتلز)
https://www.the-paulmccartney-project.com/song/rain/ المطر (أغنية البيتلز)
http://www.beatlesebooks.com/rain المطر (أغنية البيتلز)
https://www.youtube.com/watch?v=cK5G8fPmWeA المطر (أغنية البيتلز)